# 比沙伊姆
比沙伊姆（法語：Bischheim，法語發音：[biʃaim] ⓘ），法国东北部城市，大东部大区下莱茵省的一个市镇，隶属于斯特拉斯堡区，其市镇面积为4.41平方公里，2022年1月1日时人口数量为18,289人，在法国城市中排名第552位。
比沙伊姆位于下莱茵省东部，斯特拉斯堡市区以北5公里处，是斯特拉斯堡的一个近郊卫星城，通过有轨电车B线及多条公交线路连接斯特拉斯堡市区。法国体操运动员弗朗索瓦·冈格洛夫出生于比沙伊姆。

## 地名

### 中文译名
因翻译标准不同，“Bischheim”在中文谷歌地图以及部分汉语资料中被译为比谢姆。而以“Bischheim”命名的德国城市则被翻译为比施海姆。

## 历史

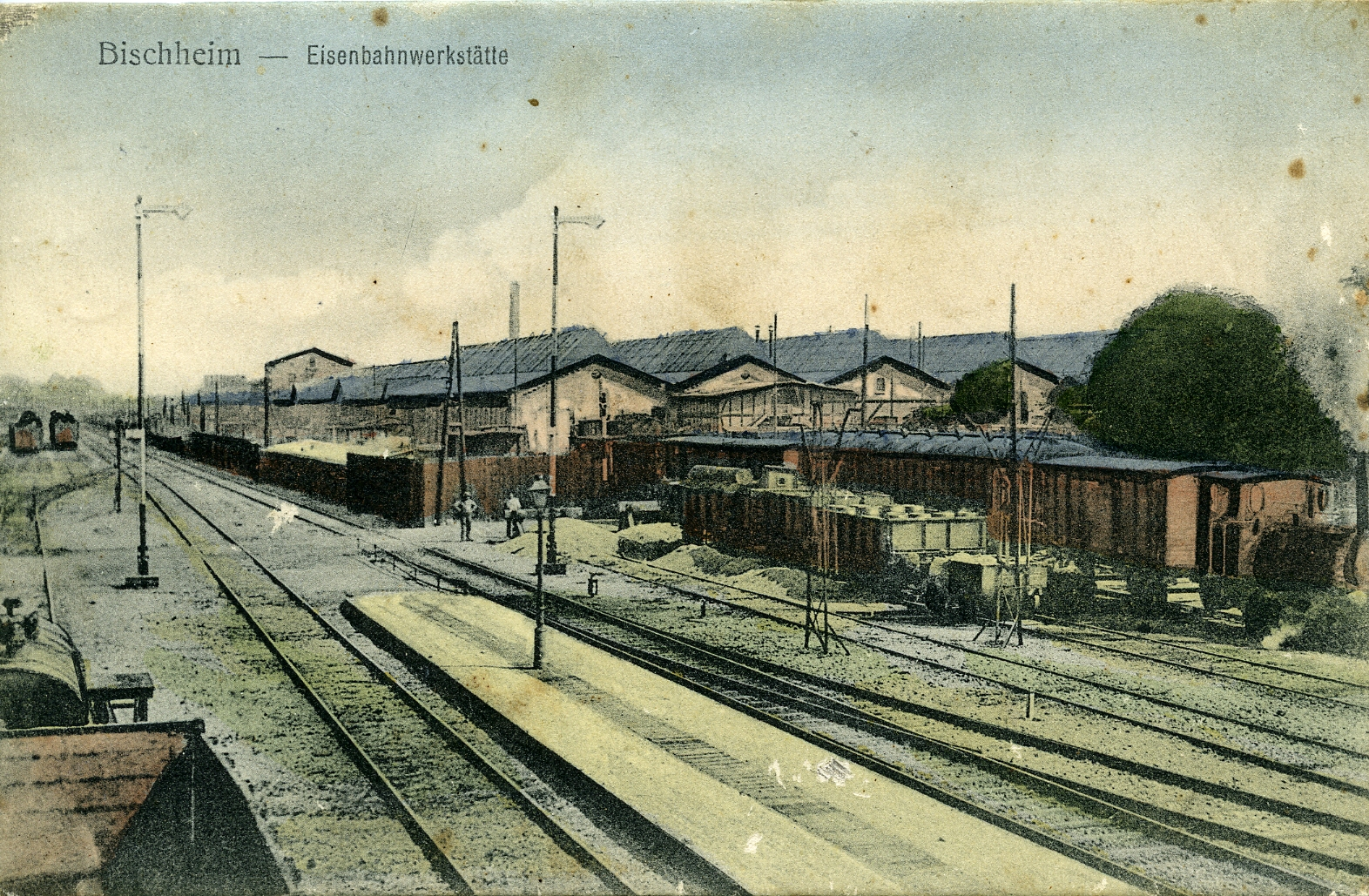
20世纪初比沙伊姆境内的铁路编组站

比沙伊姆附近区域曾发现青铜器时期的人类活动遗迹，自古典时期起成为斯特拉斯堡主教的一处领地，中世纪时长期为一处普通农业村落。1411年，比沙伊姆被博克兰家族（Famille de Bœcklin）继承，直至18世纪末。法国大革命结束后，比沙伊姆成为下莱茵省的一个市镇。工业革命期间，连接马恩河与莱茵河之间的运河以及途径此地的巴黎－斯特拉斯堡和斯特拉斯堡－洛泰堡铁路相继建成。自1871年《法兰克福条约》签订至第一次世界大战结束，比沙伊姆所处的阿尔萨斯-洛林地区被普鲁士军队占领，其间，位于比沙伊姆西部的铁路编组站于1877年建成，该区域附近形成铁路工人社区，人口数量逐年增加。第二次世界大战期间，比沙伊姆再次被纳粹德军控制。二战后，随着斯特拉斯堡的城市扩张，比沙伊姆境内出现了大量新建居民区，成为斯特拉斯堡的一个近郊卫星城。

## 地理

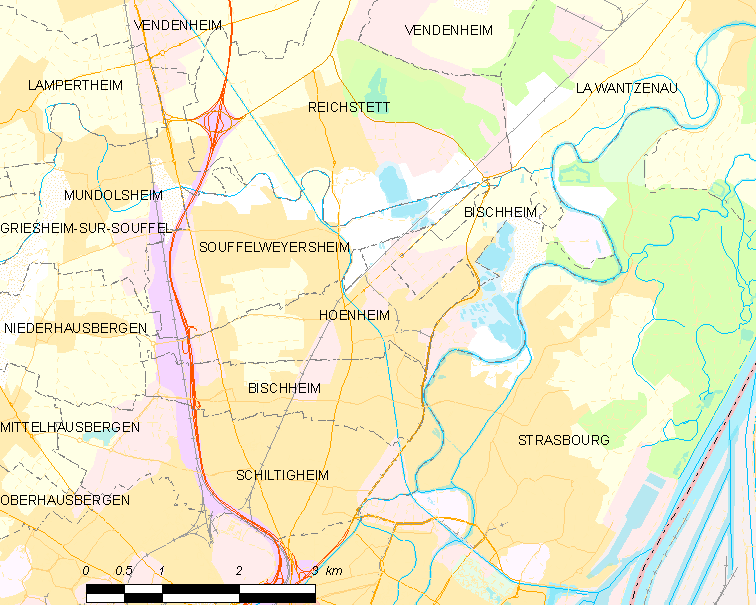
比沙伊姆市镇范围地图

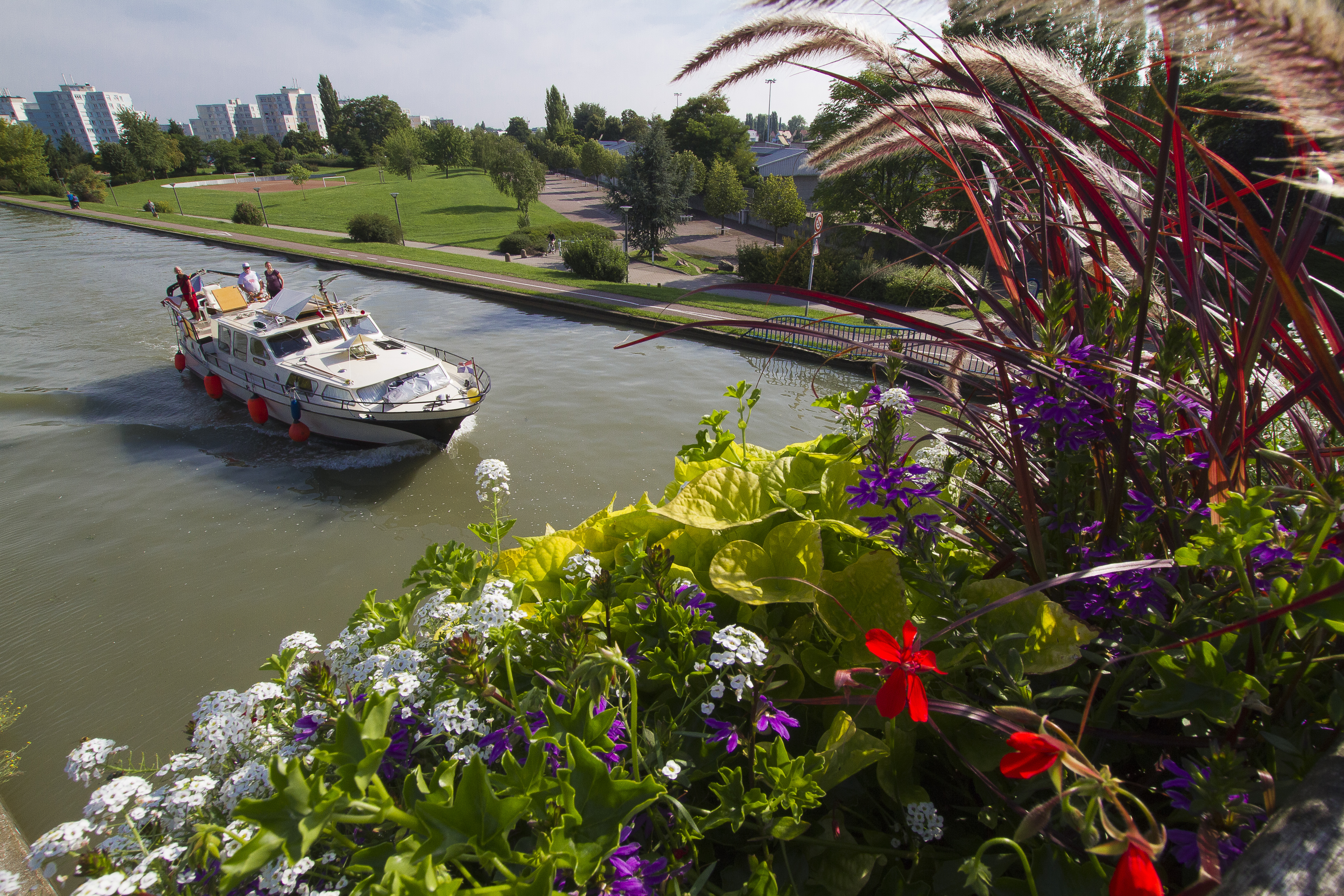
比沙伊姆境内的马恩－莱茵运河

比沙伊姆位于法国东北部，大东部大区东北部和下莱茵省东部，距离省会斯特拉斯堡市政厅大约9公里。与比沙伊姆接壤的市镇包括：斯特拉斯堡、厄奈姆、尼德奥斯贝根、赖什泰特、希尔蒂盖姆、拉旺策诺。

### 地形
比沙伊姆位于莱茵河左岸冲积平原腹地，境内以平原为主，市镇中心地势较为平坦，全境海拔在132到150米之间。

### 水文
比沙伊姆位于莱茵河流域，其市区整体位于伊尔河左岸，人工开凿的马恩－莱茵运河则经过镇中心。

### 植被
比沙伊姆属于温带阔叶混交林区，林地散落分布于市镇范围内的多个街区。
在鲜花城市的评比中，比沙伊姆被评为4星级鲜花城市。

### 气候
比沙伊姆在柯本气候分类法中属于温带海洋性气候，因其距离海岸线相对较远，故又存在一定的大陆性特征。
距离比沙伊姆最近的常年气象站位于斯特拉斯堡机场，以下为该气象站的数据：
| 斯特拉斯堡机场1981年－2019年 | 斯特拉斯堡机场1981年－2019年 | 斯特拉斯堡机场1981年－2019年 | 斯特拉斯堡机场1981年－2019年 | 斯特拉斯堡机场1981年－2019年 | 斯特拉斯堡机场1981年－2019年 | 斯特拉斯堡机场1981年－2019年 | 斯特拉斯堡机场1981年－2019年 | 斯特拉斯堡机场1981年－2019年 | 斯特拉斯堡机场1981年－2019年 | 斯特拉斯堡机场1981年－2019年 | 斯特拉斯堡机场1981年－2019年 | 斯特拉斯堡机场1981年－2019年 | 斯特拉斯堡机场1981年－2019年 |
| 月份                         | 1月                          | 2月                          | 3月                          | 4月                          | 5月                          | 6月                          | 7月                          | 8月                          | 9月                          | 10月                         | 11月                         | 12月                         | 全年                         |
| ---------------------------- | ---------------------------- | ---------------------------- | ---------------------------- | ---------------------------- | ---------------------------- | ---------------------------- | ---------------------------- | ---------------------------- | ---------------------------- | ---------------------------- | ---------------------------- | ---------------------------- | ---------------------------- |
| 历史最高温 °C（°F）          | 17.5 (63.5)                  | 21.1 (70.0)                  | 26.3 (79.3)                  | 30 (86)                      | 33.8 (92.8)                  | 38.8 (101.8)                 | 38.9 (102.0)                 | 38.7 (101.7)                 | 33.4 (92.1)                  | 29.1 (84.4)                  | 22.1 (71.8)                  | 18.3 (64.9)                  | 38.9 (102.0)                 |
| 平均高温 °C（°F）            | 4.5 (40.1)                   | 6.4 (43.5)                   | 11.4 (52.5)                  | 15.7 (60.3)                  | 20.2 (68.4)                  | 23.4 (74.1)                  | 25.7 (78.3)                  | 25.4 (77.7)                  | 21 (70)                      | 15.3 (59.5)                  | 8.8 (47.8)                   | 5.2 (41.4)                   | 15.3 (59.5)                  |
| 日均气温 °C（°F）            | 1.8 (35.2)                   | 2.9 (37.2)                   | 6.9 (44.4)                   | 10.5 (50.9)                  | 15 (59)                      | 18.1 (64.6)                  | 20.1 (68.2)                  | 19.7 (67.5)                  | 15.8 (60.4)                  | 11.2 (52.2)                  | 5.8 (42.4)                   | 2.8 (37.0)                   | 10.9 (51.6)                  |
| 平均低温 °C（°F）            | −0.8 (30.6)                  | −0.6 (30.9)                  | 2.5 (36.5)                   | 5.2 (41.4)                   | 9.8 (49.6)                   | 12.8 (55.0)                  | 14.5 (58.1)                  | 14.1 (57.4)                  | 10.6 (51.1)                  | 7.1 (44.8)                   | 2.8 (37.0)                   | 0.3 (32.5)                   | 6.5 (43.7)                   |
| 历史最低温 °C（°F）          | −23.9 (−11.0)                | −22.3 (−8.1)                 | −16.7 (1.9)                  | −5.6 (21.9)                  | −3.9 (25.0)                  | 1.1 (34.0)                   | 4.9 (40.8)                   | 4.8 (40.6)                   | −1.3 (29.7)                  | −7.6 (18.3)                  | −10.8 (12.6)                 | −23.4 (−10.1)                | −23.9 (−11.0)                |
| 平均降水量 mm（）            | 32.2 (1.27)                  | 34.5 (1.36)                  | 42.8 (1.69)                  | 45.9 (1.81)                  | 81.9 (3.22)                  | 71.6 (2.82)                  | 72.7 (2.86)                  | 61.4 (2.42)                  | 63.5 (2.50)                  | 61.5 (2.42)                  | 47 (1.9)                     | 50 (2.0)                     | 665 (26.2)                   |
| 月均日照時數                 | 58.1                         | 83.8                         | 134.8                        | 180                          | 202.5                        | 223.8                        | 228.6                        | 219.6                        | 164.5                        | 98.7                         | 55.3                         | 43.1                         | 1,692.8                      |
| 来源：infoclimat.fr          |                              |                              |                              |                              |                              |                              |                              |                              |                              |                              |                              |                              |                              |

## 行政区划
比沙伊姆是法国大东部大区下莱茵省的一个市镇，编号为67043。比沙伊姆隶属于斯特拉斯堡区、下莱茵省第三选区以及希尔蒂盖姆县，同时也是阿尔萨斯欧洲集体以及斯特拉斯堡欧洲都会区的组成部分。
法国国家统计与经济研究所（简称）在进行数据统计时，将比沙伊姆及相邻的另外22个市镇设为斯特拉斯堡城市核心区，并将包括核心区在内的周边共258个市镇划为斯特拉斯堡城市区。自2020年起，斯特拉斯堡城市区被包含268个市镇的斯特拉斯堡城市辐射区代替。此外，还将比沙伊姆市镇分为了8个“块区”（IRIS），以便于统计人口分布情况。

## 交通

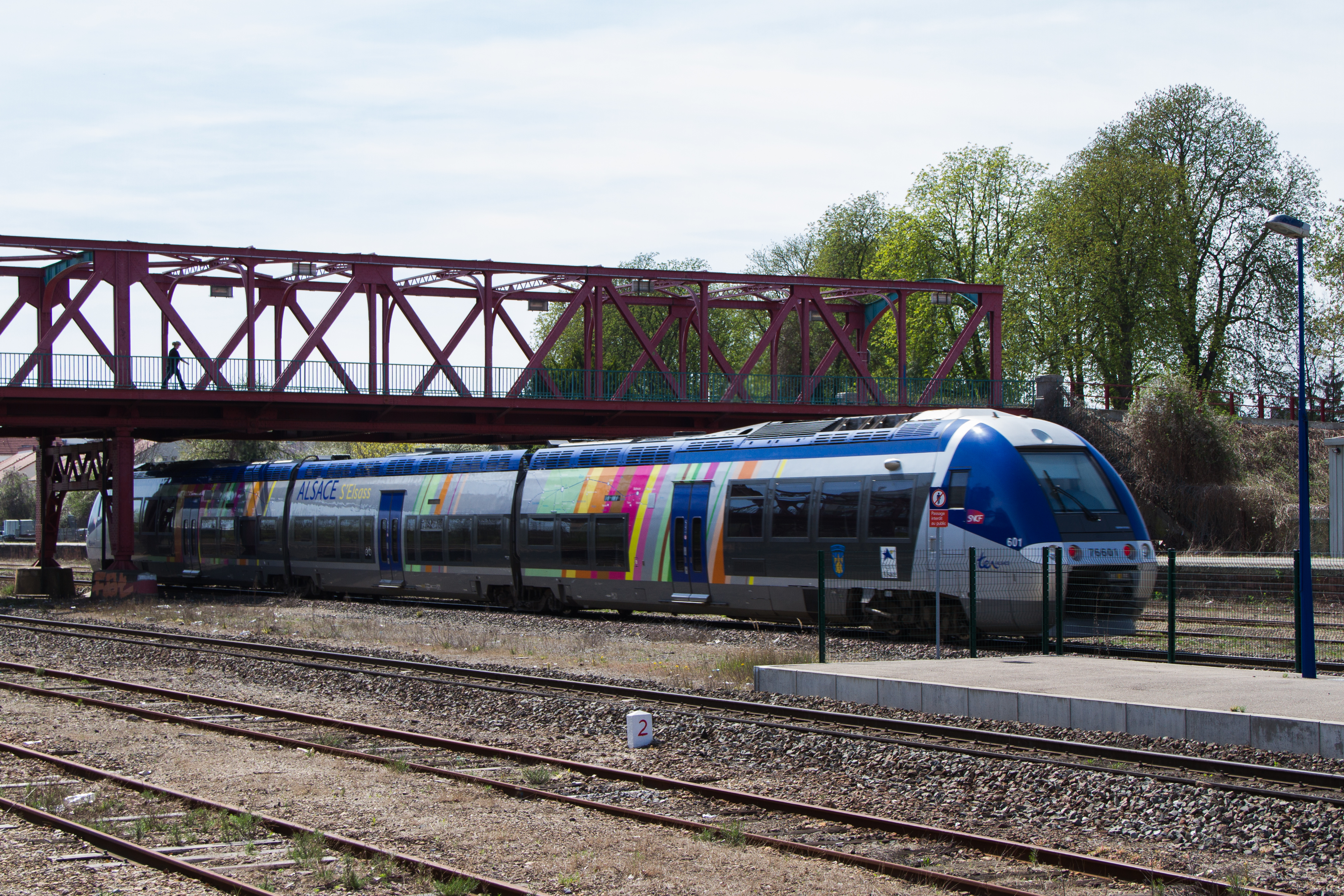
途径比沙伊姆的一辆区域列车

### 公路
法国国道N4线（快速公路）经过比沙伊姆市镇范围西部，另有多条下莱茵省省道在比沙伊姆境内交汇。
2018年，67.6%的比沙伊姆家庭拥有至少一辆私人汽车。2019年，比沙伊姆境内共发生各类交通事故13起，造成1人遇难，17人受伤。

### 铁路
巴黎－斯特拉斯堡铁路和斯特拉斯堡－洛泰堡铁路经过比沙伊姆境内。以比沙伊姆命名的火车站位于希尔蒂盖姆市镇范围内，该站是一个无人看守的铁路乘降所，停靠往返于斯特拉斯堡和洛泰堡一线的区域列车。

### 航空
距离比沙伊姆最近的民用航空站为斯特拉斯堡机场，距离比沙伊姆市中心的公路里程约20公里。

### 城市公共交通
比沙伊姆是斯特拉斯堡城市公共交通（商业名称为）的服务范围，后者是斯特拉斯堡欧洲都会区的城市公共交通系统。截至2021年12月，该系统共包括六条有轨电车线路、两条大容量公交线路和数十条公交线路，其中有轨电车B线、大容量公交G线、公交L3线、L6线、50路、60路、70路、75路和76路经过比沙伊姆市区。

## 政治

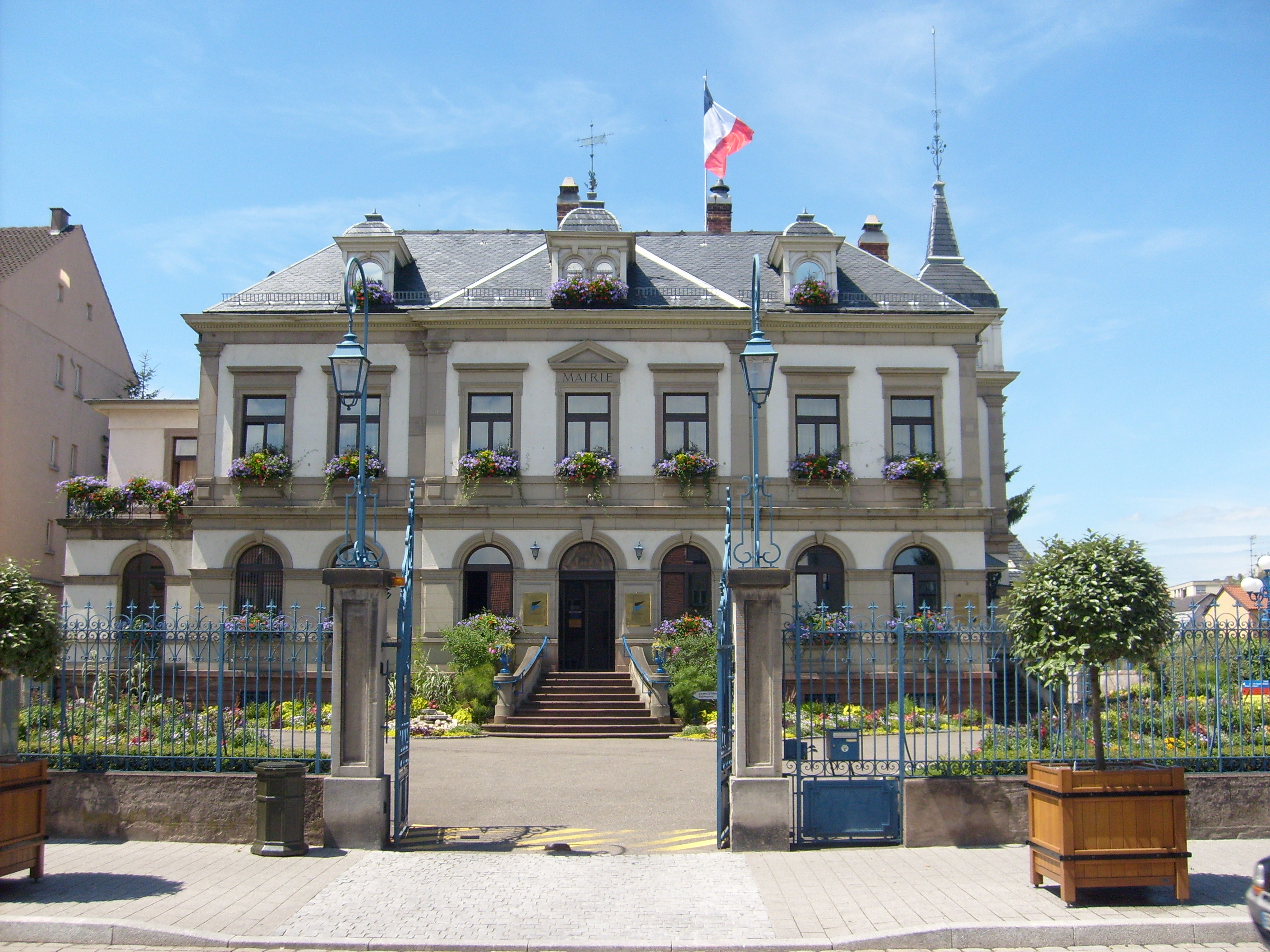
比沙伊姆市政厅

比沙伊姆的现任市长为让-路易·霍尔莱先生（Jean-Louis Hoerlé），他是一名共和党的一名成员，在2020年的市政选举中获得了50.78%的支持率。
在2017年的法国总统大选中，法国第25任总统埃马纽埃尔·马克龙在比沙伊姆获得了68.38%的支持率。
| 比沙伊姆历届市长 |                                         |                                  |
| 任期             | 市长                                    | 党派                             |
| 1945年－1947年   | Émile Haag 埃米尔·哈格                  | PCF法国共产党                    |
| 1947年－1958年   | Georges Rossdeutsch 乔治·罗斯德         | SFIO工人国际法国支部             |
| 1958年－1977年   | Charles Huck 夏尔·哈克                  | SFIO工人国际法国支部 →PS社会党   |
| 1977年－1983年   | Claude Lutz 克洛德·吕茨                 | PCF法国共产党                    |
| 1983年－2014年   | André Klein-Mosser 安德烈·克莱因-莫塞尔 | UDF法国民主联盟 →UMP人民运动联盟 |
| 2014年－         | Jean-Louis Hoerlé 让-路易·霍尔莱        | UMP人民运动联盟 →LR共和黨        |

## 人口
2018年，比沙伊姆市镇人口数量为17,137，在法国排名第552位。其中男性8,237人，女性8,900人，75岁及以上人口占7.2%，外籍人口数量为4,371人，人口密度为3,886人/平方公里，当地居民被称为（男性）或（女性）。2019年，比沙伊姆境内出生248人，死亡人口119人。
| 年份   | 1936   | 1946   | 1954   | 1962   | 1968   | 1975   | 1982   | 1990   | 1999   | 2006   | 2011   | 2016   | 2018   |
| ------ | ------ | ------ | ------ | ------ | ------ | ------ | ------ | ------ | ------ | ------ | ------ | ------ | ------ |
| 人口數 | 11,287 | 10,740 | 11,430 | 12,355 | 14,383 | 14,985 | 16,215 | 16,308 | 16,763 | 17,827 | 17,570 | 17,180 | 17,137 |

## 经济
截止2021年12月，比沙伊姆市镇范围内共有各类用人单位（包含自雇）2,357家，平均历史为13年，其中96.21%为中小型企业（PME）。（机械安装）、（建筑工程）及（汽车销售）是当地2020年营业额最高的三个企业，分别为371,450,157欧元、107,369,528欧元和72,401,990欧元。

## 财政与居民收入
2020年，比沙伊姆的财政收入总额为19,537,100欧元，财政支出总额为15,917,300欧元，当年的债务总额为12,465,300欧元。2021年，比沙伊姆共获得4,989,810欧元的国家财政补助，比上一年增加了1.01%。
2019年，比沙伊姆的人均月收入总额为2,023欧元，其中高级职员为3,271欧元，低于法国平均水平（4,230欧元）；中级职员为2,252欧元，低于法国平均水平（2,411欧元）；普通职员为1,664欧元，亦低于法国平均水平（1,740欧元）。
2018年，比沙伊姆境内的青壮年（15至64岁）失业率为16.2%，当地43.5%的家庭拥有纳税资格，平均纳税2,153欧元，低于法国平均水平（3,910欧元）。

## 社会事务

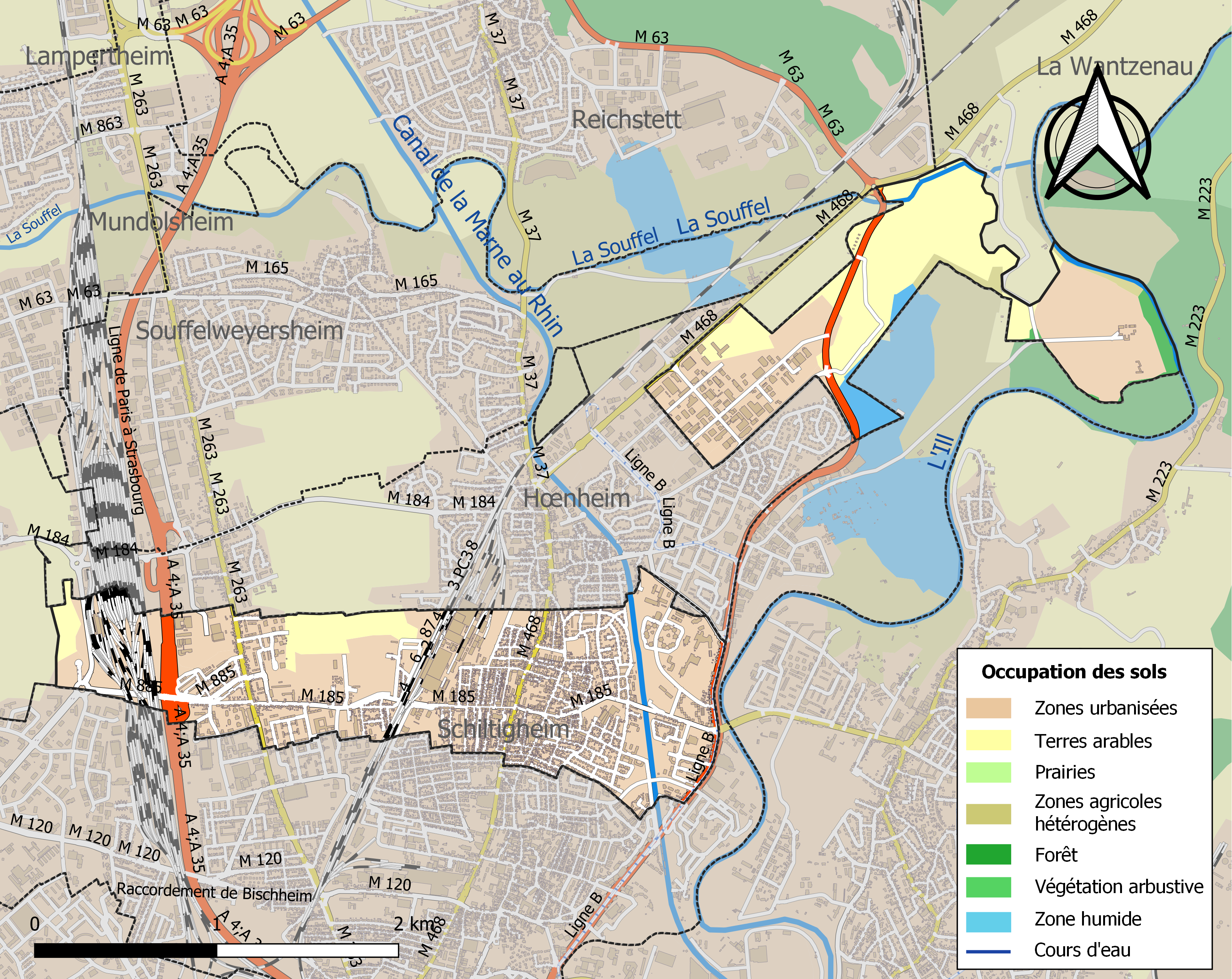
比沙伊姆土地利用情况地图

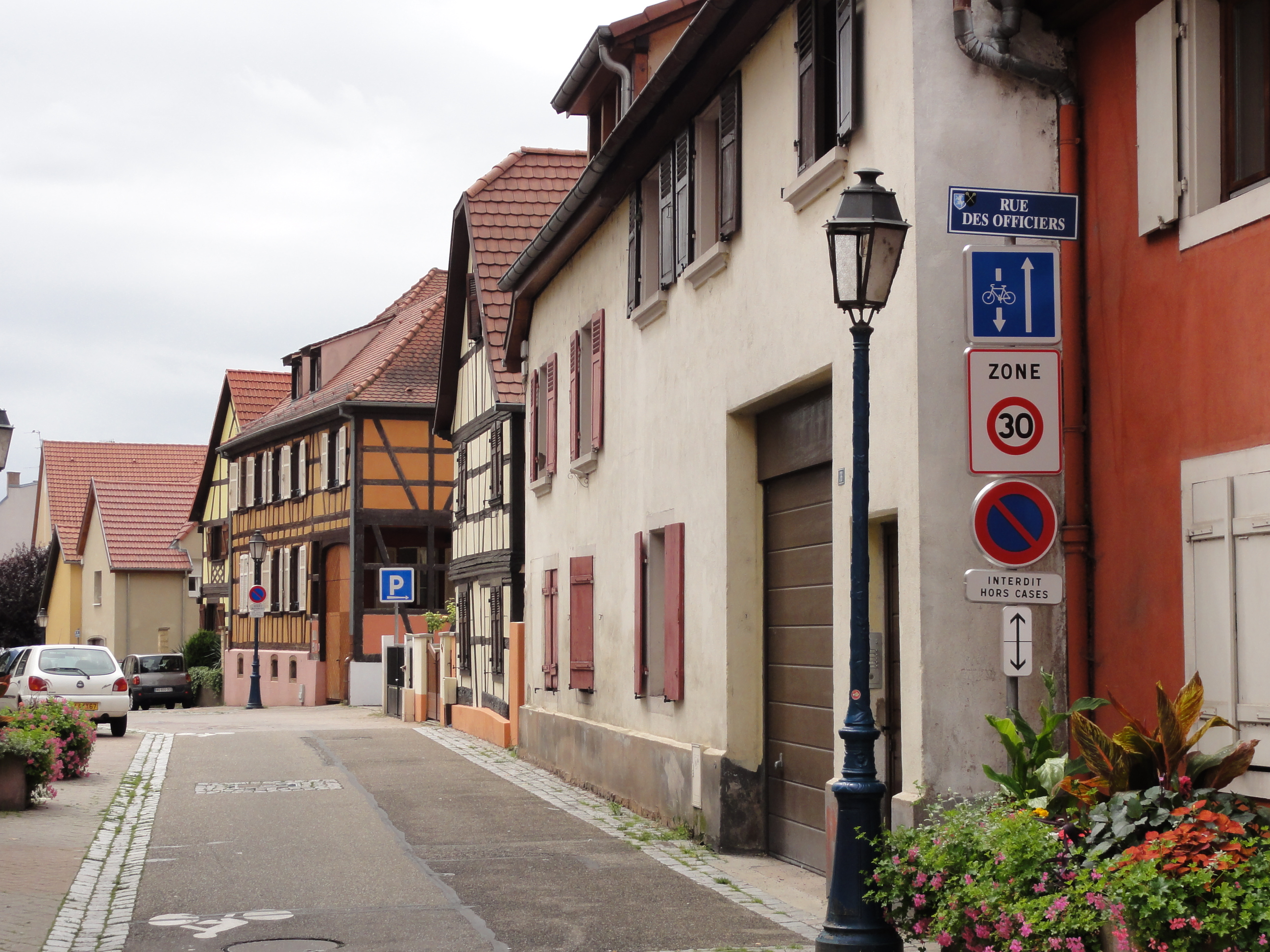
比沙伊姆镇中心的官员街

### 教育
比沙伊姆属于斯特拉斯堡学区。截止2020年1月1日，比沙伊姆境内共有6所幼儿园、4所小学、2所初级中学和1所普通高中。2018至2019学年度，比沙伊姆境内共有在校中等教育阶段学生2,111名。

### 医疗
截止2020年1月1日，比沙伊姆境内共有全科医生17名、保健师19名、牙医10名、护士26名、眼科医生1名、助产士4名和儿科医生2名。境内共有药房5家、养老院2家、残疾人帮扶中心1家。
比沙伊姆是斯特拉斯堡大学医院的服务范围，后者是法国的一个区域性医疗机构，也是一个大学教学医院，其下属的“高石医院”位于斯特拉斯堡市区西部，距离比沙伊姆的正常车程在15分钟左右，设有床位1,018个，是当地规模最大的公立综合性医院。

### 住房
2018年，比沙伊姆境内共有各类住房8,689套，其中20.6%为独立式居民区，78.1%为集中式居民区。常住房屋占比沙伊姆市镇范围内居民建筑总量的92.9%。
在住房保障政策方面，2020年，比沙伊姆境内共有2,752户家庭获得了住房经济补助，受益人数占总人口数量的16.1%，其中2,671份为房租补助。

### 商业
2019年，比沙伊姆境内共有各类实体商铺413家，其中餐厅70家、大型超市3家、杂货店8家、面包房10家、肉铺2家、书店2家、银行门店3家、美容美发店31家、汽车维修店47家。市中心建有一家家乐福便民超市。

### 体育
2020年，比沙伊姆境内共有5间体育馆、1座综合体育场、3处足球或橄榄球场以及1处篮球或排球场。
截至2021年12月，比沙伊姆境内共有三支注册足球俱乐部，其中一支为五人制足球队。比沙伊姆阳光足球俱乐部（F.C. Soleil Bischheim）是当地的代表性足球队，2021至2022赛季参加大东部大区足球联赛。

### 环境
比沙伊姆的环境事务由其所属的公共社区负责。2019年，比沙伊姆境内共有1家污染企业。

### 治安
比沙伊姆所在地是斯特拉斯堡宪兵总队的管辖范围。2020年，该宪兵总队辖区内共7个市镇累计发生各类案件26,212起，其中盗窃类案件14,336起，经济类案件3,271起，毒品交易类案件914起。

## 文化
2020年，比沙伊姆境内暂无任何文化设施。比沙伊姆市政府提供多媒体中心，向公众全年开放。

### 建筑
比沙伊姆境内有多处法国国家文物保护单位，其中比沙伊姆新教教堂、圣洛朗教堂（Église Saint-Laurent）等为当地的地标性建筑物。

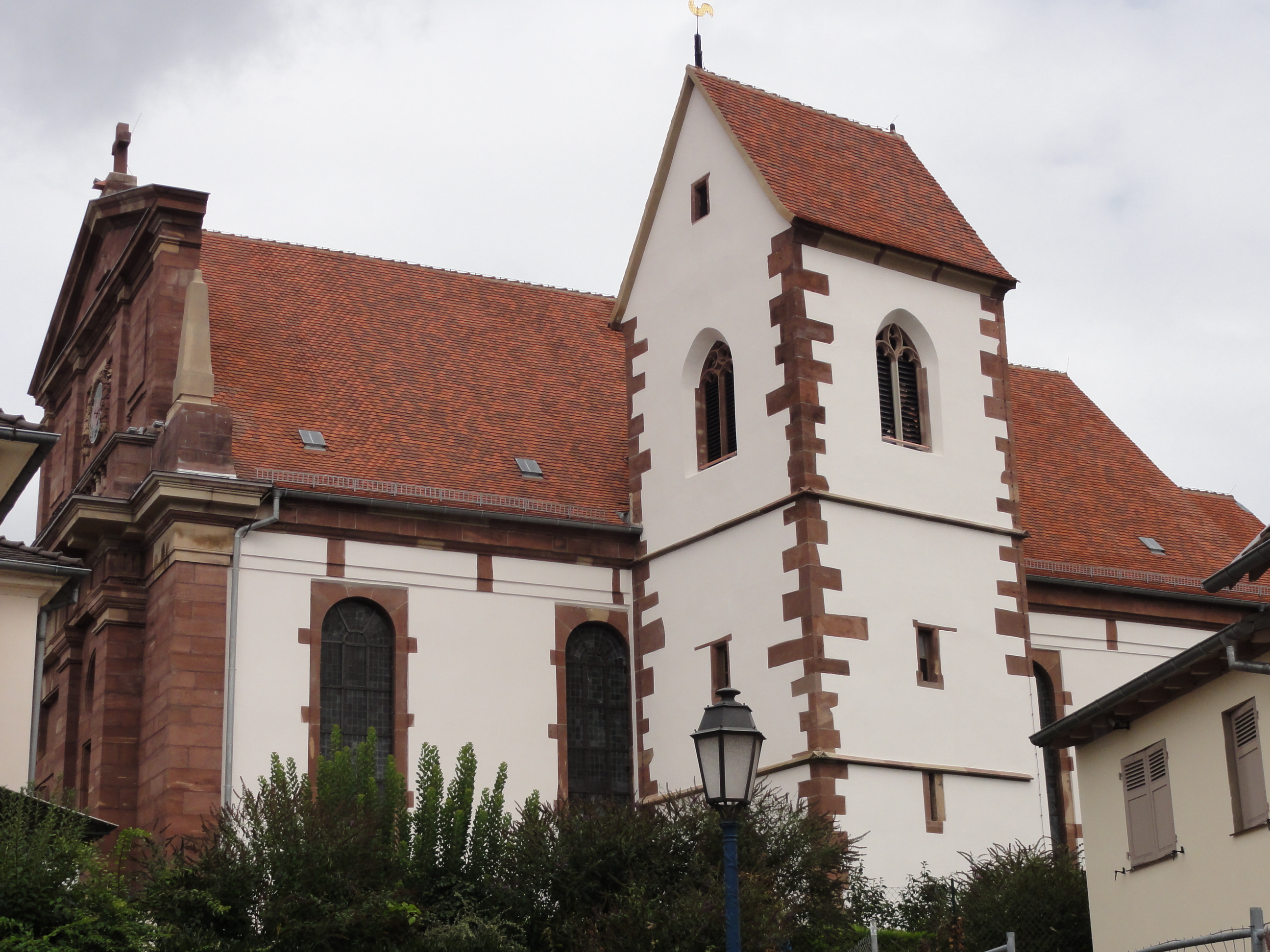
新教教堂（法语：Église protestante de Bischheim）
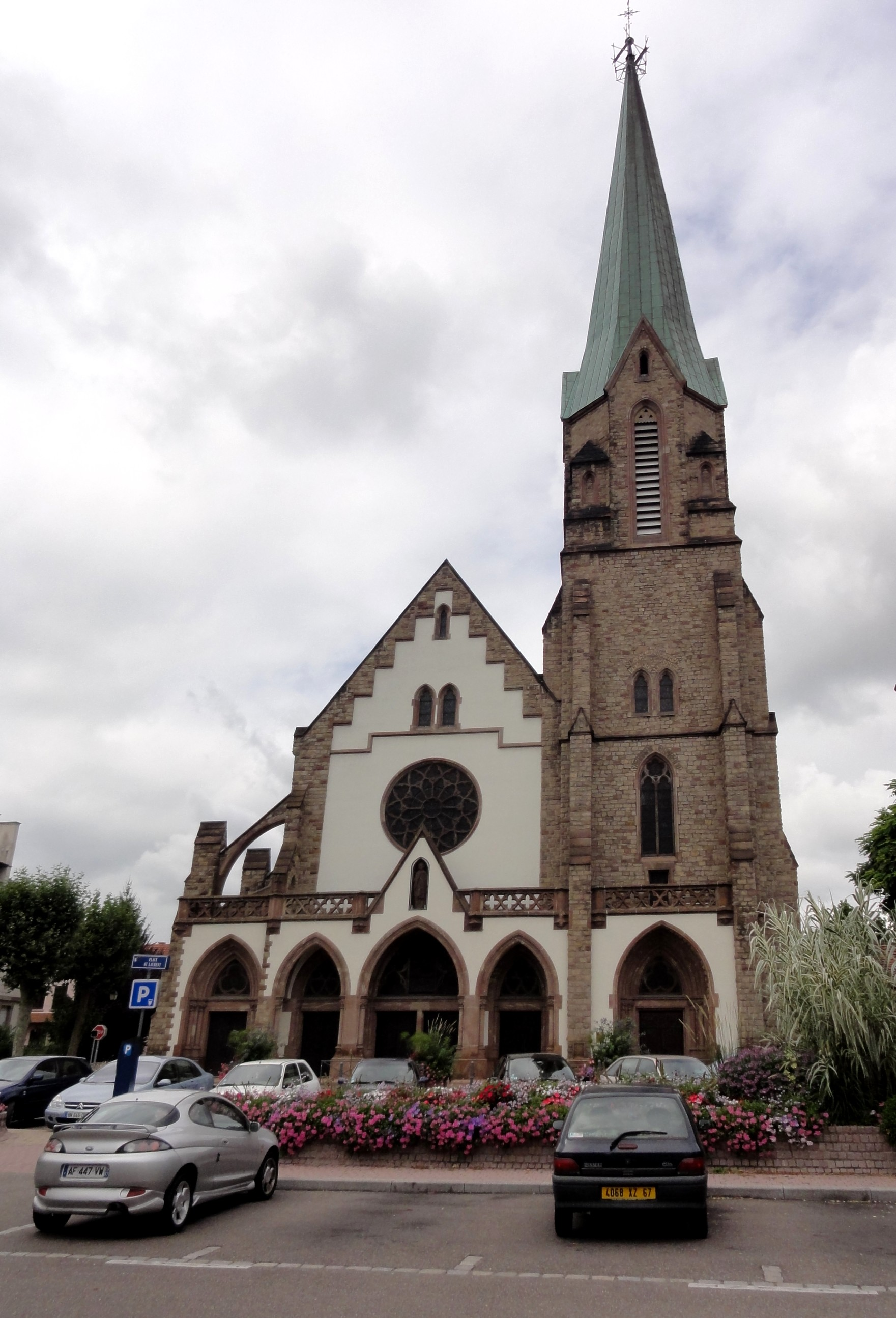
圣洛朗教堂
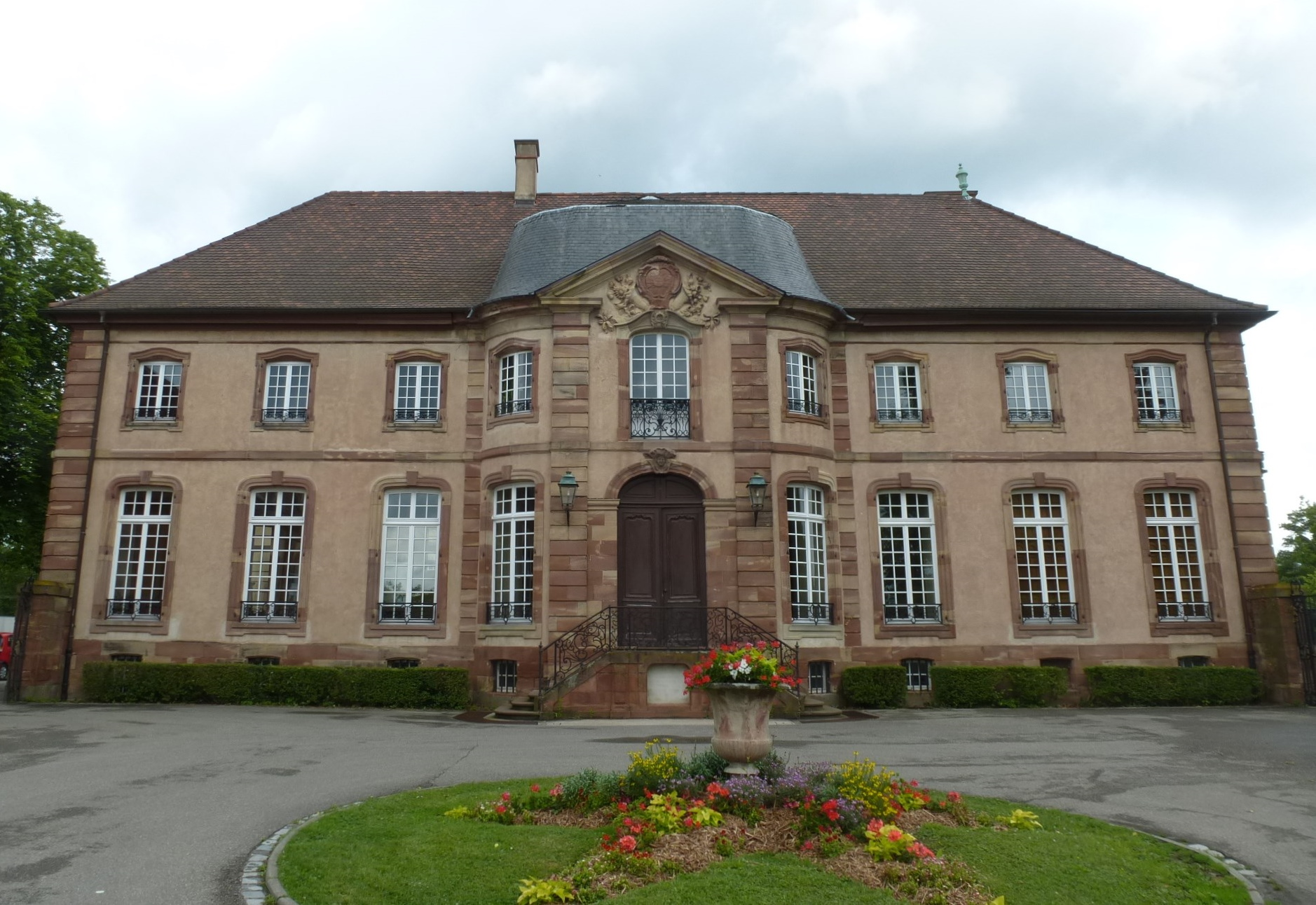
英格兰走廊城堡（法语：Château de la Cour d'Angleterre）
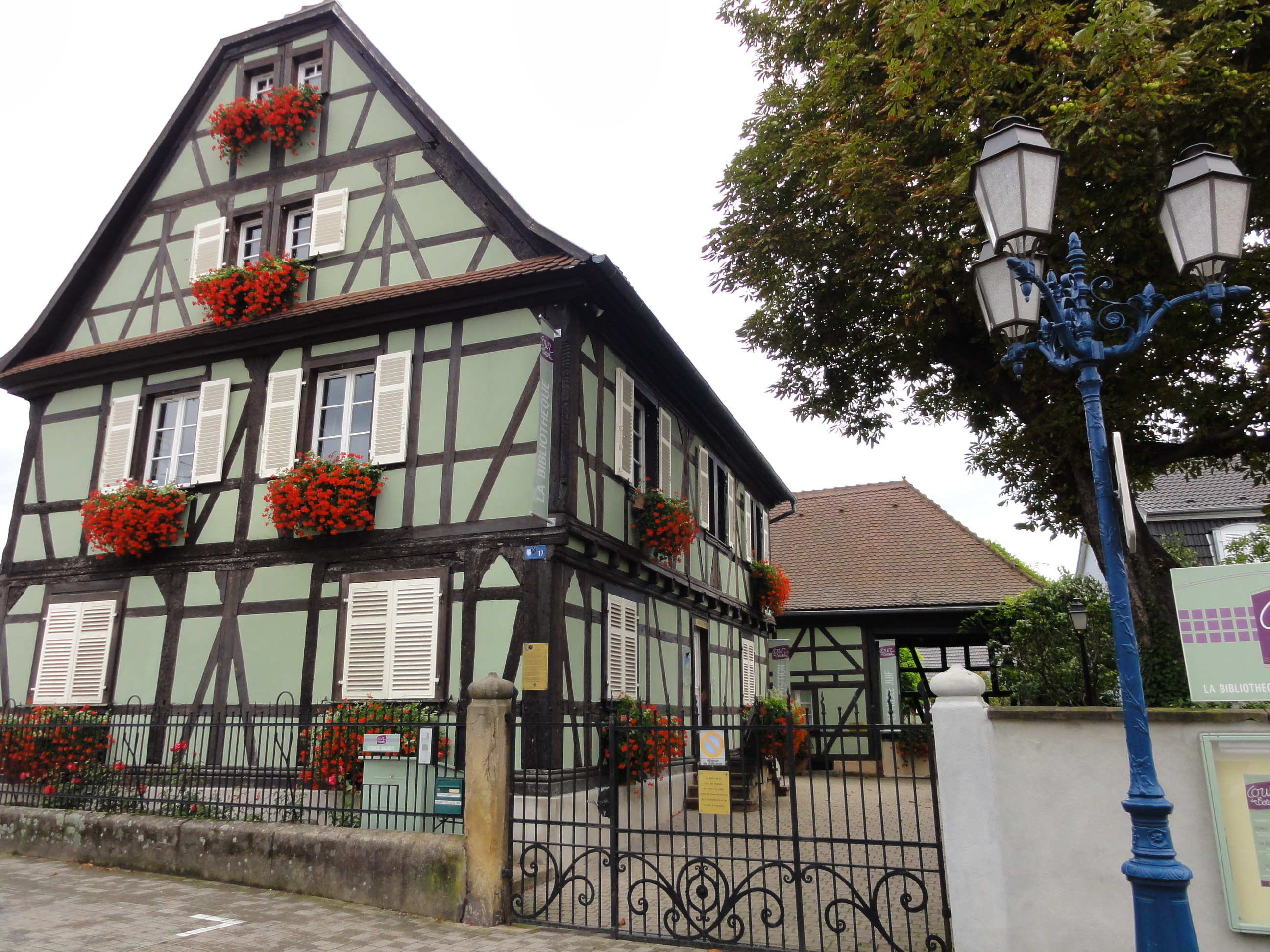
犹太庄园
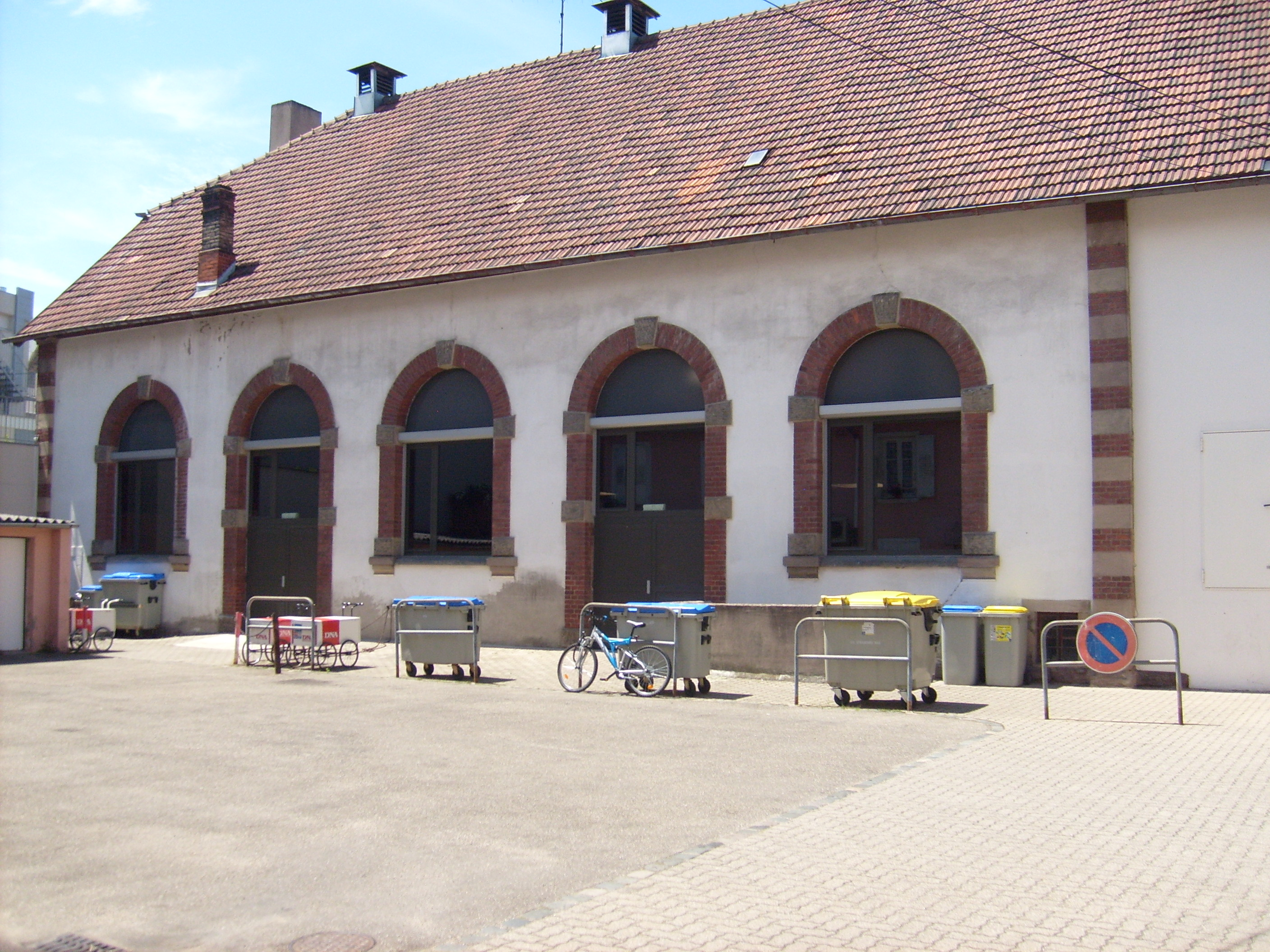
粮仓
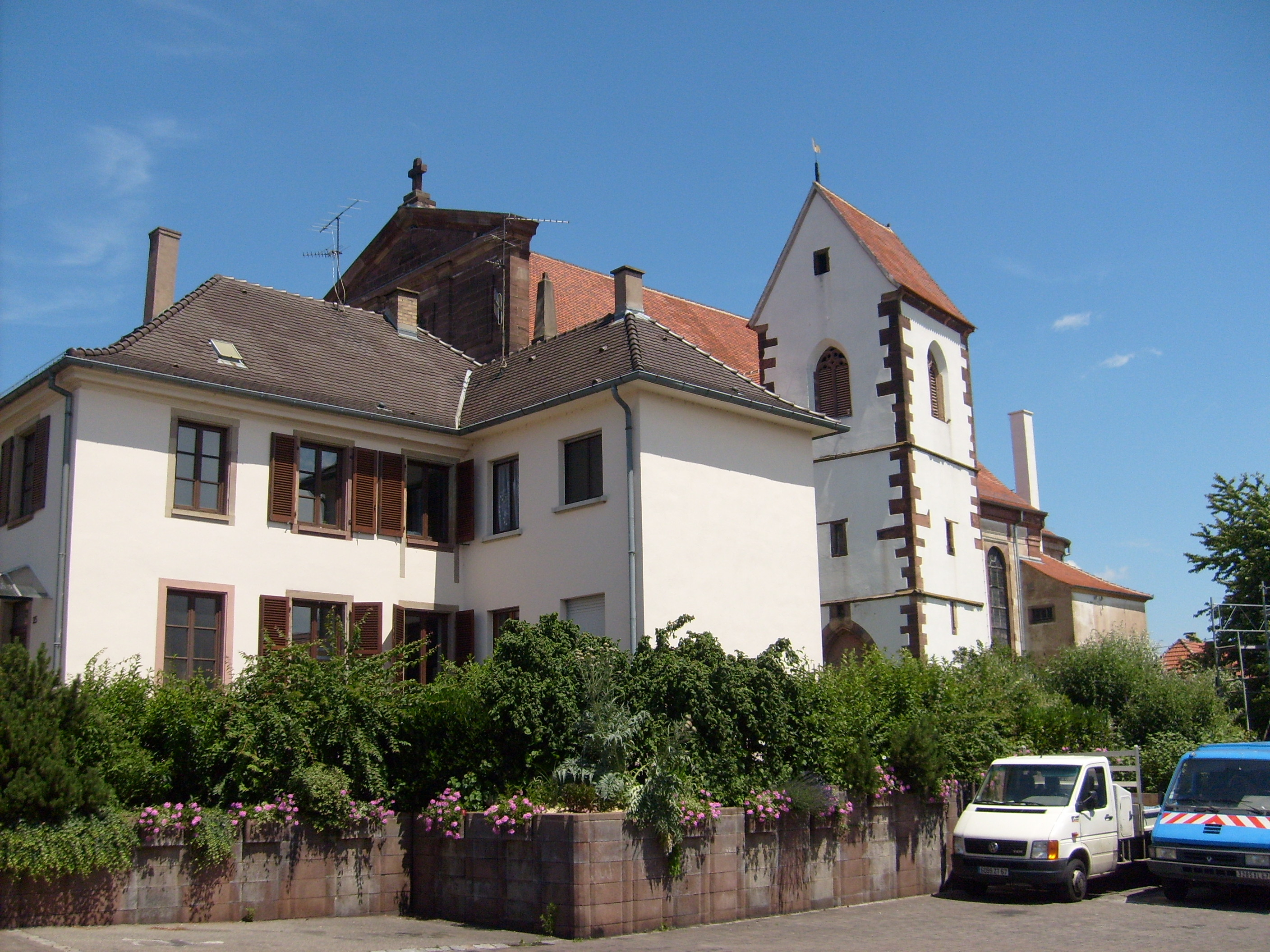
民居
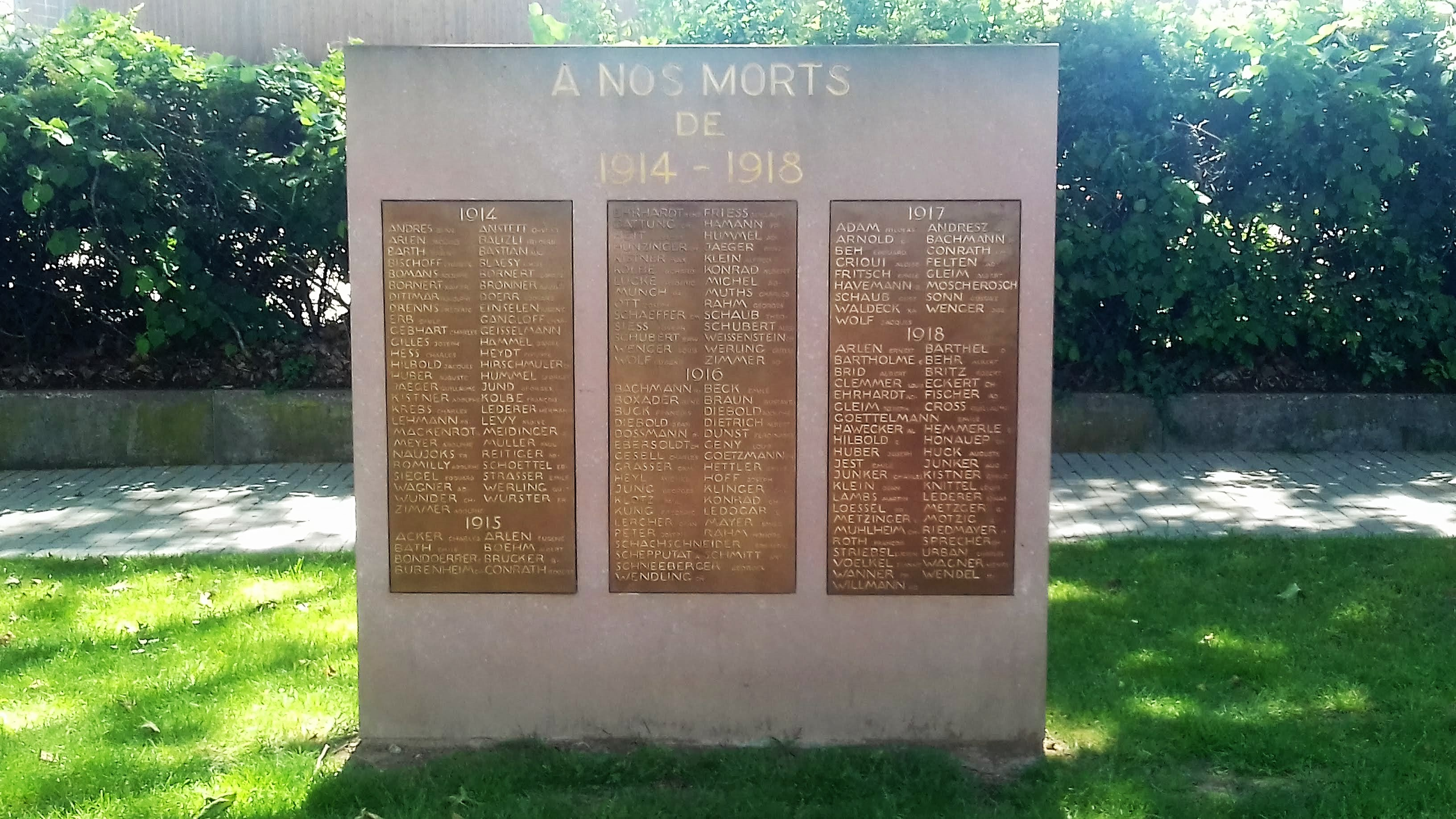
烈士纪念碑

### 旅游
比沙伊姆的旅游事务由其所属的公共社区负责。2021年，比沙伊姆境内暂无任何游客接待设施。

### 媒体
法国主要的媒体均可在比沙伊姆接收，法国电视三台下属的大东部大区频道在部分时段播出比沙伊姆所属区域的地方新闻。

## 相关人物
法国作家莱昂·达舍、体操运动员弗朗索瓦·冈格洛夫和足球运动员讓·溫德林出生于比沙伊姆。

## 友好城市
截至2021年12月，比沙伊姆暂未建立任何友好城市关系。